# Гечмен-Вальдек, Катерина
Катери́на Ге́чмен-Ва́льдек (нем. Katerina Getschmen Waldeck), при рождении Екатери́на Мура́товна Урманче́ева (род. 9 октября 1964) — российская киноактриса, театральный и музыкальный менеджер, продюсер.

## Краткая биография
Окончила ГИТИС (Российский институт театрального искусства). С 1985 года снималась в кино. В 1994 году Екатерина Урманчеева в Зальцбурге вышла замуж за австрийца Эрнста Гечмен-Вальдека и приняла его фамилию.

### Историческая справка
В официальных европейских источниках везде указывается о повторном официальном браке барона Эрнста Гечмен-Вальдека с гражданкой Урманчеевой. Информация о том, что Екатерина замужем за Гечмен-Вальдеком подтверждено свидетельством о браке, заключенным в г. Зальцбург в 1994 году.
Супружеская пара появляется вместе на официальных мероприятиях.
Некоторые информационные источники называют её Катериной фон Гечмен-Вальдек, в этом случае следует обратиться к исторической справке — с падением Австро-Венгрии новые власти отменили австрийское дворянство. Закон об отмене дворянства (Adelsaufhebungsgesetz 1919) отменил все дворянские привилегии и титулы и даже приставки к фамилиям. Таким образом, никакой гражданин Австрии не мог иметь никаких дворянских титулов и даже частиц «von» и «zu» перед своей фамилией. К примеру, юридическое имя ныне здравствующего главы Дома Габсбургов, внука последнего австрийского Императора — просто Карл Габсбург. Точно так же, Фридрих фон Хайек (von Hayek) стал Фридрихом Хайеком, и Курт фон Шушнигг (von Schuschnigg) стал Куртом Шушниггом. Дворянские титулы и частицы «von» и «zu» официально более не существуют и не могут упоминаться в официальных целях.

## Продюсерские проекты
1. Мюзикл METRO (российская версия)
2. Мюзикл Notre-Dame de Paris (российская версия)
3. Мюзикл Roméo & Juliette (российская версия)
4. Певец Алексей Воробьёв
5. Фильм «Самоубийцы» (2012)
6. Чужой дом / The House of Others (2016)

## Фильмография
1. 1985 — «Валентин и Валентина»
2. 1987 — «Подданные революции» — Ася
3. 1987 — «Поражение» — дежурная
4. 1988 — «Артистка из Грибова» — Лидия
5. 1988 — «Белая кость» — Стелла
6. 1988 — «Публикация»
7. 1989 — «Степан Сергеевич» — Ася
8. 1989 — «В городе Сочи тёмные ночи» — брюнетка
9. 1989 — «Зелёный огонь козы»
10. 1989 — «Канун»
11. 1989 — «Частный детектив, или Операция „Кооперация“» — герла
12. 1990 — «Принц привидение» — Бияна
13. 1990 — Московский полицейский Каминский / «Le flic de Moscou» Crime sous hypnose (Франция) — Лолита
14. 1991 — «Летучий голландец»
15. 1991 — «Отель «Эдем»» — Надежда
16. 1992-1994 — «Азбука любви»
17. 1993 — «Ангелы смерти» — жена Йохана